# Hanyatló heraldika
Névváltozatok:

a hanyatlás kora (Bárczay 4.), holt heraldika, halott heraldika, kései heraldika, fiskális heraldika, kancelláriai heraldika

 
de: zeit der toten Heraldik, Kanzleihereldik, tote Heraldik, sk: papierová heraldika

Rövidítések:
A hanyatló vagy holt heraldika a címerviselésnek azon korszaka, amikor a címereknek már csak dekoratív szerepe van és a címerviselés a társadalmi élet számos területén elterjedt. Nagyjából az 1450 utáni korszak tartozik ide. 

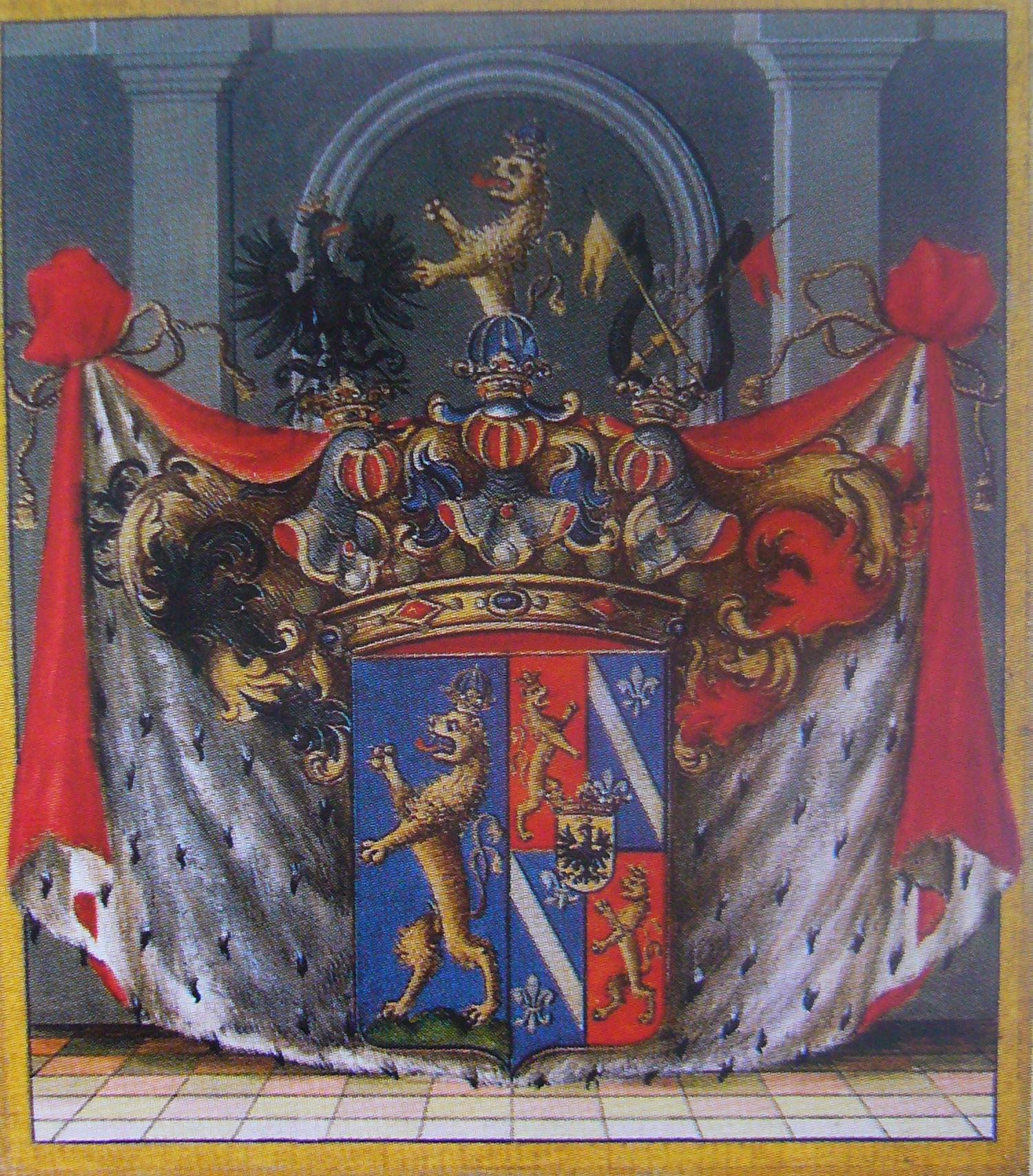
A pajzson gyakran több sisakot is elhelyeznek, melyeknek saját sisakdíszük van, a sisaktakarót néha egyfajta palást helyettesíti.

Miután a 15. század végén a címeres pajzsokat már nem használták a csatában, elterjedtek a lőfegyverek és a lovagi tornák is megszűntek, a címerek pusztán jelképi funkciót töltöttek be és a címerviselőt szimbolizálták. A 16. században így véget ért az élő heraldika korszaka. A hadi pajzsok eredeti formái a heraldikába szorultak vissza, ahol új, a csatában már teljesen használhatatlan, túlcifrázott pajzsformák jöttek létre és a régi címertörvények is egyre inkább a háttérbe szorultak. Új antiheraldikus színek jelentek meg és az eredeti egyszerűséggel szemben a túlzott díszítés és a túlzsúfoltság lett a jellemző. Ez a címerrészekre és -tartozékokra is jellemző, ahol bonyolult sisaktakarók, pajzstartók, rangkoronák stb. alakultak ki. A több mezőből álló pajzsok különösen az előkelő családok címerein gyakoriak. Ezek általában négyelt címerek boglárpajzzsal.    
Míg az élő heraldika részben a román kor és elsősorban a gótika idejére esik, a hanyatló heraldika korára a reneszánsztól kezdve minden egyes stíluskorszak rányomta a maga bélyegét és sajátságait. 
A heroldok címerművészeten alapuló tevékenységét felváltotta a heraldikusok, jogászok, egyházi személyek és részben orvosok címerelméleti alapú címerszemlélete. A címerek felvételét és kiállítását kezdték előírásokhoz kötni és bürokratikus uralkodói és udvari intézményeknek kiutalni. Egyes országokban a címerekkel kapcsolatos ügyeket megpróbálták jogilag szabályozni. A címerviselők is kezdték úgy vélni, hogy csak az olyan címer értékes, melyre az államapparátus hivatalai által kiállított és az állam feje által jóváhagyott irattal rendelkeznek. Ezért a heroldhivatalok is kezdtek bürokratikus intézmények lenni.   
Ugyanakkor ezen korszak pozitív hozadékának tekinthető, hogy kialakult a címertani szakirodalom és a könyvnyomtatásnak köszönhetően egyre szélesebb körben terjedtek a heraldikai ismeretek.   A heraldika a 17. század végén tantárgy lett az egyetemeken és száz évvel később már népszerű tudomány volt. Az egyetemi tanárok elszakadtak a heraldika eredeti forrásaitól és alárendelték azt a kor igényinek. Hanyatlott az eredeti szaknyelv is, miáltal a heraldika lényege veszett el. Csak a 19. század végén jött el az a korszak, amikor a középkori kultúrtörténet iránt megnőtt az érdeklődés és ezzel a címertan is új tartalmat kapott. A heraldika ekkor lett tudomány, amit bizonyos tekintetben a hanyatló heraldika végeként is értelmezhetünk és egy harmadik korszakként a tudományos heraldika fogalmát is bevezethetjük, amikor törekvés mutatkozik az egyszerűbb, szabályosabb formák felelevenítésére és a címertan tudományos megalapozására, illetve kutatására.     
- A hanyatló heraldika korában megjelenik az egyesített címer, a pajzsot az arisztokrata és főpapi címereknél pajzstartók tartják, ezek talajon vagy szalagon állnak, a pajzson sisak helyett gyakran rangjelölő koronát alkalmaznak, a címerpajzson megjelennek a boglárpajzsok és más kispajzsok, a címerábrákat gyakran természetes módon vagy térben ábrázolják, ami már antiheraldikusnak számít.
- A pajzs a negyedelés által szinte átláthatatlan számú mezővel egészül ki, a sisakot a sisakdísszel gyakran a rangjelölő koronára helyezik, a koronán álló sisakdísz néha önállóan lebeg a pajzs fölött vagy a koronával, illetve a sisakkoszorúval a pajzsra helyezik
- Az olasz heraldikában elmaradnak a sisakdíszek. Amennyiben azonban ábrázolják, gyakran nagyon különlegesek, akárcsak a sisakok és a pajzsformák. A sisaktakaró néha köpeny formát kap.
- A 17. században jelentek meg a címerpalástok és a címersátrak. Az egyházi rangjelölő eszközök rendszere tovább bonyolódott. Az egyházi címerek kifejezték viselőjük világi rangját is.